# Blutbauchsittich
Der Blutbauchsittich (Northiella haematogaster) ist eine Art der Altweltpapageien. Er gehört zur Fauna Australiens und ist dort vor allem im Südosten und im mittleren Süden von Australien verbreitet. Es werden vier Unterarten unterschieden. Die Art steht in Australien vollständig unter gesetzlichem Schutz.

## Merkmale
Blutbauchsittiche erreichen eine Körperlänge bis zu 29 Zentimeter. Namensgebend ist das rote Federkleid am Unterbauch, das sich die Läufe hinabzieht. Mitunter findet sich auch partiell gelbes Gefieder. Die Brustregion ist dagegen wie der Nacken grau bis mauveblau gefiedert. Grau ist auch der Schnabel, die Gesichtsmaske ist dagegen blau. Auch die Flügeloberdecke ist blau gefärbt. Die Weibchen ähneln den Männchen, sie sind häufig allerdings etwas blasser und haben einen geringeren Rotanteil auf dem Bauch. Die blaue Gesichtsmaske ist weniger ausgedehnt. Der Schnabel des Weibchens ist kleiner als der des Männchens und der Oberschnabel ist schmaler. 
Jungvögel sind wie das Weibchen etwas matter gefärbt. Die roten Farbstellen am Bauch sind sehr klein. Die Körperunterseite ist hellgelb. Sie haben auffallende Unterflügelstreifen. Der Schnabel, der bei den adulten Vögeln gräulich hornfarben ist, ist bei ihnen noch blassgelblich. 
Der Flug ist wellenförmig und unterscheidet sich nur wenig von dem der Arten der Plattschweifsittiche. Anders als diese halten sie jedoch während der Gleitphasen die Flügel ausgestreckt.

## Verhalten und Lebensraum
Blutbauchsittiche besiedeln semiaride und aride Gebiete, die einen lockeren Baumbestand aufweisen. Dazu zählt Grasland mit vereinzelten Bäumen und Sträuchern, offene Formen des Mallee, trockenes Buschland, Galeriewälder sowie Baumbestand in der Nähe von Farmland. Blutbauchsittiche leben paarweise oder in kleinen Trupps. Gelegentlich bilden sich an Wasserstellen und besonders ergiebigen Futterplätzen auch kleinere Schwärme. Zu den größten bislang beobachteten Schwärmen zählte einer, der hundert Blutbauchsittiche umfasste, die mit Vielfarbsittichen vergesellschaftet waren. Sie werden jedoch überwiegend in Trupps beobachtet, die weniger als 11 Exemplare umfassen. Sie gelten als überwiegend standorttreue Vögel. 
Blutbauchsittiche fressen Samen von Gräsern, krautigen Pflanzen, Sträuchern und Bäumen sowie von Früchten, Blüten, Beeren, Nektar und Insekten und deren Larven. Sie nehmen außerdem gerne feinen Grit, Sand und Holzkohle auf.
Blutbauchsittiche sind Höhlenbrüter, die gewöhnlich in einer Höhle in einem Ast oder einem Baumstamm brüten. Der Nistplatz wird von beiden Partnern gewählt. Die Eingänge zu den Bruthöhlen sind häufig nur schmale Spalten in Bodennähe. Die Nisthöhlen können trotzdem sehr tief sein und liegen gelegentlich unter der Erdoberfläche. Das Weibchen legt zwischen vier und sieben Eier. Die Brutdauer beträgt 19 bis 20 Tage.

## Systematik
Die Art wurde früher zu den Singsittichen gezählt. Biochemische Untersuchungen haben jedoch mittlerweile belegt, dass diese Einordnung nicht gerechtfertigt ist. Sie sind vielmehr mit den Kragensittichen und den Plattschweifsittichen im engeren Sinne näher verwandt.
- Gattung: Blutbauchsittiche (Northiella)
  - Art: Blutbauchsittich (Northiella haematogaster)
    - Unterart: Gelbsteißsittich (Northiella haematogaster haematogaster)
    - Unterart: Rotsteißsittich (Northiella haematogaster haematorrhous)
    - Unterart: Narethasittich (Northiella haematogaster narethae)
    - Unterart: Blasser Gelbsteißsittich (Northiella haematogaster pallescens)

## Belege